# Arthur Merton Chickering
Arthur Merton Chickering (ur. 24 marca 1887 w North Danville, zm. 24 maja 1974) – amerykański arachnolog i cytolog.
Studiował na Uniwersytecie Yale, pod kierunkiem Aleksandra Pietrunkiewicza, gdzie w 1913 otrzymał tytuł licencjata. Studia magisterskie zakończył w 1916 na Uniwersytecie Wisconsin, w zakresie cytologii. Doktorem cytologii został w 1927 na Uniwersytecie Michigan, dzięki badaniom nad spermatogenezą u owadów. W latach 1913–1918 nauczał w Beloit College, a w latach 1918–1957 w Albion College. W latach 1953–1971 prowadził badania arachnologiczne w Muzeum Zoologii Porównawczej na Uniwersytecie Harvarda.
Chickering odbył wiele wypraw badawczych do Ameryki Środkowej oraz na Karaiby. W 1928 odbył wyprawę do Panamy, z której część przywiezionego zbioru przesłał R.V. Chamberlinowi. Ponieważ ten nie zwrócił części kolekcji, a zamiast tego publikował na jej bazie artykuły, Chickering później pracował tylko na własnych zbiorach. Opisał 14 nowych rodzajów i 342 nowe gatunki pająków.
W latach 1925–1952 był skarbnikiem, a od 1952 do 1953 prezydentem American Microscopical Society.